# Esenguli
Esenguli (en turcomano: Esenguly; en ruso: Эсенгулы), conocida hasta 1993 con el nombre de Gasan-Kuli (en turcomano: Hasan-Kuly; en ruso: Гасан Кули), es una ciudad de Turkmenistán, capital del distrito de Esenguli en la provincia de Balkan. 

## Toponimia
El nombre es de origen oscuro. Existe un clan con ese nombre, parte de la tribu yomut, pero los ancianos locales han declarado que el nombre es de una persona muerta hace mucho tiempo.

## Geografía
Esenguli se encuentra en una llanura llana y árida, frente a la costa del Mar Caspio. La ciudad se encuentra a unos 22 metros por debajo del nivel medio del mar.

### Clima
Esenguli tiene un clima desértico (BWk según la clasificación climática de Köppen), con inviernos frescos y veranos calurosos. Las temperaturas no son tan extremas como en otras partes de Turkmenistán debido a la proximidad de la ciudad al Mar Caspio. La precipitación es baja, pero es más alta en invierno y más baja en verano.
| Parámetros climáticos promedio de Esenguli | Parámetros climáticos promedio de Esenguli | Parámetros climáticos promedio de Esenguli | Parámetros climáticos promedio de Esenguli | Parámetros climáticos promedio de Esenguli | Parámetros climáticos promedio de Esenguli | Parámetros climáticos promedio de Esenguli | Parámetros climáticos promedio de Esenguli | Parámetros climáticos promedio de Esenguli | Parámetros climáticos promedio de Esenguli | Parámetros climáticos promedio de Esenguli | Parámetros climáticos promedio de Esenguli | Parámetros climáticos promedio de Esenguli | Parámetros climáticos promedio de Esenguli |
| Mes                                        | Ene.                                       | Feb.                                       | Mar.                                       | Abr.                                       | May.                                       | Jun.                                       | Jul.                                       | Ago.                                       | Sep.                                       | Oct.                                       | Nov.                                       | Dic.                                       | Anual                                      |
| ------------------------------------------ | ------------------------------------------ | ------------------------------------------ | ------------------------------------------ | ------------------------------------------ | ------------------------------------------ | ------------------------------------------ | ------------------------------------------ | ------------------------------------------ | ------------------------------------------ | ------------------------------------------ | ------------------------------------------ | ------------------------------------------ | ------------------------------------------ |
| Temp. máx. abs. (°C)                       | 28.3                                       | 30.2                                       | 35.0                                       | 39.1                                       | 44.1                                       | 46.5                                       | 43.7                                       | 44.6                                       | 44.8                                       | 37.8                                       | 35.5                                       | 29.6                                       | '                                          |
| Temp. máx. media (°C)                      | 10.8                                       | 12.0                                       | 14.7                                       | 20.5                                       | 25.5                                       | 28.9                                       | 30.8                                       | 31.3                                       | 29.0                                       | 24.2                                       | 18.0                                       | 12.6                                       | 21.5                                       |
| Temp. media (°C)                           | 4.6                                        | 5.7                                        | 8.9                                        | 14.6                                       | 20.2                                       | 24.4                                       | 27.1                                       | 27.4                                       | 23.9                                       | 17.5                                       | 11.2                                       | 6.4                                        | 16                                         |
| Temp. mín. media (°C)                      | 0.1                                        | 1.1                                        | 4.5                                        | 10.0                                       | 15.4                                       | 20.0                                       | 23.6                                       | 23.7                                       | 18.9                                       | 11.9                                       | 6.0                                        | 1.8                                        | 11.4                                       |
| Temp. mín. abs. (°C)                       | -17.9                                      | -12.3                                      | -9.1                                       | -1.2                                       | 5.5                                        | 9.2                                        | 12.8                                       | 13.3                                       | 3.7                                        | 0.0                                        | -9.3                                       | -16.4                                      | '                                          |
| Precipitación total (mm)                   | 21.5                                       | 20.3                                       | 30.7                                       | 19.0                                       | 12.6                                       | 7.2                                        | 8.1                                        | 7.8                                        | 12.1                                       | 24.2                                       | 24.8                                       | 25.5                                       | 213.8                                      |
| Días de precipitaciones (≥ 1 mm)           | 5.1                                        | 5.0                                        | 4.4                                        | 3.5                                        | 1.0                                        | 0.9                                        | 0.8                                        | 1.1                                        | 1.2                                        | 2.7                                        | 5.0                                        | 5.7                                        | 36.4                                       |
| Horas de sol                               | 154.1                                      | 157.8                                      | 166.6                                      | 204.8                                      | 269.9                                      | 315.8                                      | 311.5                                      | 294.5                                      | 249.1                                      | 220.8                                      | 181.9                                      | 151.3                                      | 2678.1                                     |
| Humedad relativa (%)                       | 79.6                                       | 77.1                                       | 74.0                                       | 72.0                                       | 69.2                                       | 68.5                                       | 69.9                                       | 69.1                                       | 65.8                                       | 68.0                                       | 74.6                                       | 80.8                                       | 72.4                                       |
| Fuente n.º 1: climatebase.ru               |                                            |                                            |                                            |                                            |                                            |                                            |                                            |                                            |                                            |                                            |                                            |                                            |                                            |
| Fuente n.º 2: NOAA (sun only, 1961-1990)   |                                            |                                            |                                            |                                            |                                            |                                            |                                            |                                            |                                            |                                            |                                            |                                            |                                            |

## Historia
El estado de un asentamiento de tipo urbano desde 1935 y tenía el nombre de Gasan-Kuli. Según los datos de la Gran Enciclopedia Soviética, en Gasan-Kuli funcionaba una fábrica de tejido de alfombras y una planta desalinizadora de agua de mar. Se renombró con su nombre actual en 1993.
En mayo de 2016, se le otorgó el estatus de ciudad.

## Demografía
| 3884                                   | 2800 | 4195 | 5865 | 5823 |
| (Fuente: Censo soviético de 1959-1989) |      |      |      |      |

## Infraestructura

### Transporte
Una carretera conduce al norte a Chekishler y Ekarem, y la ruta P-16 conecta estos pueblos con Gumdag. Otra carretera hacia el este conecta la ciudad con Ajiyap, Chaloyuk, Garadegish y Akyayla, desde donde la ruta P-15 conduce a Etrek y Magtimguli, y también a Serdar.